# Die Rettung (Seghers)
Die Rettung ist der vierte Roman von Anna Seghers, erschienen 1937 in Amsterdam. Walter Benjamin nannte den Text „Chronik der deutschen Arbeitslosen“ während der Weltwirtschaftskrise. Dem deutschen Leser wurde das Buch 1947 durch den Aufbau-Verlag Ost-Berlin zugänglich gemacht.
Nach einem Schlagwetter in dem oberschlesischen Steinkohlenbergwerk „Sankt  Agathen“ nahe bei der deutschen Stadt B. verliert der kinderreiche katholische Bergmann Andreas Bentsch im November 1929 zwar nicht das Leben, aber die Arbeit. Der Weg des parteilosen Schlesiers auf die Seite der Kommunisten wird bis zum März 1933 minutiös vor dem Leser ausgebreitet. Der Titel ist mehrdeutig. Erstens wird Bentsch 1929 untertage gerettet. Zweitens verhindert der kleine Grötsch – das ist ein Kommunist – im Spätwinter 1933 Bentschs Verhaftung. Als der Bergmann Bentsch sich drittens 1933 zum Widerstand gegen den Faschismus entschließt, startet er einen Versuch zur Rettung des deutschen Volkes.

## Figuren
Neugebauer hat aus dem umfänglichen Ensemble relevante Personen herausgegriffen:
Gerettete verunglückte Bergmänner:
- Andreas Bentsch
- Sadovski, Bentschs Freund, eine Waise, von der Großmutter aufgezogen
- Martin Triebel
- Hermann Kreutzer, Bentschs Freund
- Andreas Kreutzer, sein Sohn
- Zacharias Zander
- Zabusch

Familie Bentsch:
- Ursula Bentsch, Bentschs Ehefrau
- Katharina Woytschek, ihre Tochter aus erster Ehe
- Marie Bentsch, Bentschs älteste Tochter, 1920 geboren
- Franz Bentschs, Bentschs ältester Sohn

Anfang 1933 von der SA verhaftet:
- Lorenz Eibner
- Janausch
- Kuhlmey (das Pferd)
- Merz, Gewerkschafter[7]

Andere Kommunisten:
- der kleine Grötsch
- Albert (Frau Janauschs Bruder)

zu den Nationalsozialisten abdriftend:
- Andreas Kreutzer (siehe oben)
- Malzahn, bei Sadovskis Großmutter logierend, arbeitslos geworden
- Tante Emilie (die Schwester von Katharinas leiblichem Vater) und Onkel Paul (ein Ehepaar in B.)
- Familie Kobalt, Nachbarn, mit der Familie Bentsch im selben Haus

## Inhalt
1
Sieben Bergmänner, in siebenhundert Meter Tiefe eingeschlossen, warten sieben Tage auf Rettung. Die letzte Grubenlampe erlischt. Der etwa 40-jährige Bentsch richtet die sechs verzweifelnden Kumpel in dieser extremen Notsituation durch Zuspruch und gutes Beispiel auf. Rettung naht in Gestalt eines Suchtrupps mit dem quirligen Bergmann Janausch, einem „Zwerg mit langen, zähen Armen und flinken lustigen Augen“, an der Spitze.
2
Der 26-jährige Martin Triebel hat nach dem Unglück noch Arbeit. Gegen Romanende überlebt der junge Bergmann sogar ein zweites Grubenunglück, weil seine Schicht nicht eingefahren war. Bentsch, in einem von Proletariern besiedelten Vorort von B. wohnend (Batt nennt es „Montandorf“), wird zusammen mit anderen überlebenden Verunglückten entlassen. Bentsch erscheint als „so etwas Graues, Zerrupftes, so etwas Altes, Schlaksiges“. Sein Charakter wird bei wenigen Ereignissen erkennbar. Während andere Arbeitslose sich versammeln und beraten, auf welche Art einem mittellosen Nachbarn der Verbleib in seiner schäbigen Wohnung ermöglicht werden könnte, meidet Bentsch die Schwatzbude und löst Tage darauf das Problem im Alleingang. Charakteristisch ist auch die Episode mit dem neuen Dreimarkstück. Beim Schlangestehen auf der Treppe vor der Stempelstelle hatte es ein Arbeitsloser beim damit Herumspielen herunterklimpern lassen. Niemand hatte es finden können. Der in der langen Reihe wartende Bentsch, der sich sonst in der Kneipe das Bestellen jedes Bieres dreimal überlegt, der in der Wohnküche Strom spart, hatte dem Verlierer drei Mark aus seiner Tasche ausgehändigt. Für die mit Kleinkindern gesegnete Familie Bentsch sind drei Mark ein beachtlicher Betrag. Am Romanende, als Bentsch bereits vor den Nationalsozialisten geflohen ist, bringt ein gewisser Sauer, jener unerkannte Dieb auf der Treppe, der Frau Bentsch das neue Dreimarkstück ins Haus.
Nach dem spannenden Einstieg im ersten Teil des Romans erscheinen die nächsten zweihundert Seiten als sperrige Lektüre. Batt spricht treffend von „Bewegungslosigkeit“ und von „verharrender Gleichförmigkeit“. Die „innere Welt der Arbeiter“, genauer, der „überflüssige Mensch“, wird an- und ausgeleuchtet. Dabei tritt seine „seelische Not“ zu Tage. Die Persönlichkeit wird im Müßiggang deformiert und verkümmert. Bentsch hört sich im Radio eine Rede des Herrn Reichskanzlers Brüning an. Mitunter suchen Bentsch acht bis zehn Bergmänner in seiner Küche auf und warten auf ein Wort von ihm; erwarten Antwort auf die Frage: Wie geht es weiter? Bentsch weiß es nicht. Später sitzt er dann mit den Kindern allein in der Küche und bastelt einen Dom aus Streichhölzern. Anstatt dieses „sinnlosen“, kindischen Spiels könnte sich der seelisch abgestumpfte Mann eigentlich seinen zahlreichen Kleinkindern zuwenden, doch er denkt überhaupt nicht daran. Der zermürbte Vater wendet sich erst einem Kinde zu, nachdem es ihn angesprochen hat. Des Weiteren lebt sich Bentsch mit seiner Frau Ursula auseinander. Ihre neuerliche Schwangerschaft stößt ihn ab. Seine Frau hatte ihre Tochter Katharina mit in die Ehe gebracht. Katharinas Vater war am 27. September 1915 in Rumänien gefallen. Die Schwester Emilie hatte ihm zu Lebzeiten versprechen müssen, sich im Falle seines Todes um Katharina zu kümmern.
Bentsch hatte Ursula schon als Mädchen geliebt. Sie war aber von Woytschek geschwängert und geheiratet worden. Ursula hatte Katharina zu der „furchtbar schlampigen“ Tante Emilie und zu Onkel Paul nach dem benachbarten B. gegeben. Katharina war zur Mutter geflüchtet, nachdem Onkel Paul ihr zu nahe getreten war. Ursula belauert die sich anbahnende Beziehung ihrer fast erwachsenen Tochter zum Stiefvater argwöhnisch. Es kommt aber anders als befürchtet. Katharina, die nicht allein sein möchte, wendet sich geradlinig-kompromisslos Sadovski – das ist Bentschs 26-jähriger Freund – zu. Bentsch hatte während der Arbeitslosigkeit endlose Gespräche mit dem Freunde geführt. Einmal hatte Sadovski gefragt, ob sich Bentsch während des Wartens auf Rettung im Schacht auch so ins Zeug gelegt hätte, wenn er das unüberwindliche Elend nach der Rettung geahnt hätte. Bentsch hatte bejaht. Der Prahlhans Sadovski stellt sich und Bentsch als die einzigen beiden Furchtlosen während des oben genannten tagelangen Ausharrens im verschütteten Stollen des Bergwerks hin.
Ursula atmet auf, als die große Tochter ihrem Geliebten ausweicht; aus dem Hause geht und in B. wieder bei Tante Emilie und dem zudringlichen Onkel Paul unterkommt. Bentsch verrät dem Freund die Adresse der Stieftochter. Sadovski reist nach. Das Verhältnis, von Tante Emilie geduldet und sogar gutgeheißen, bleibt nicht ohne Folgen. Katharina wird von Sadovski schwanger. Der werdende Vater will sein Kind nicht. Katharina stirbt nach einer laienhaft ausgeführten Abtreibung.   Sadovski ist „außerordentlich erleichtert“. Der unzuverlässige, manchmal verzagte Sadovski soll sich bei den Bentschs nicht mehr blicken lassen. Die Ehe der Bentschs wird durch den Verlust der Tochter auf eine harte Probe gestellt.
Andreas Kreutzer hält es daheim nicht mehr aus und geht auf Walze. Hermann Kreutzer gibt Bentsch die Schuld am Weggang des Sohnes. Bentsch habe seinem Patenkind Andreas zugeredet. Bentsch hält Andreas’ Schritt für richtig. In B. könne er nur „vor die Hunde gehen“.
3
Die Handlungsarmut des zweiten Teils, sein „episches Zeitlupentempo“, ist glücklich überstanden. Der bis fast zum Romanende ratlose Bentsch – seiner Autorität als Familienoberhaupt verlustig – tritt aus dem Rampenlicht; aber ganz unmerklich. Er erwartet weder von Brüning, Hitler, Thälmann noch von Hindenburg irgendetwas. Sein Tag bleibt „ein einziges, unausfüllbares Loch“. Die Faschisten betreten langsam, aber sicher die Bühne; faseln von Volksgemeinschaft, Schandvertrag und wie „der Jud mit uns umspringt“. In der Montan-Region B. tritt ein talentierter Redner, ein gewisser Dr. Goebbels, auf. Andreas Kreutzer bewundert den gewandten Volksredner.  Arbeitslose in der Straße, in der die Bentschs wohnen, schielen nach Nachbarn, die sich den Nationalsozialisten zugewendet haben und scheinbar aller Sorgen ledig sind, die weder Hunger noch Winterskälte fürchten, aus deren geheizten Wohnungen das Lachen der Satten erschallt. Die Erwerbslosen, sofern sie nicht einer Partei angehören, fragen sich: Soll denn Freibier, warmes Essen und endlich einmal Lustigkeit  Schwindel sein? Sie haben Kartoffeln, Hafer und Mehlschwitze satt. Unruhige Zeiten kommen. Bentschs Nachbar, der Herr Kobalt, wird auf der Straße verprügelt. Im Gegenzug wird Merzens Fensterscheibe demoliert.
Der Streichholzdom ist längst fertig. Die um ihr Kind über ein Jahr trauernde Ursula geht zu Bentsch noch weiter auf Distanz. Die Stelle von Katharina nimmt der junge Bergmann Lorenz Eibner in Bentschs Küche ein. Ohne Bedenken zwängt sich der belesene Jugendliche in die beengten Verhältnisse. Trotz seiner Jugend tritt Lorenz zur Überraschung des Lesers als Lehrer des nachdenklich-lernwilligen Bentsch auf. Das erscheint als kurios. Hatte doch Lorenz den nach dem Schlagwetter in der Region hoch angesehenen Bergmann Bentsch gleichsam als Idol verehrt. Und Lorenz hatte zuletzt dank des Älteren das Leben trotz verlorener Arbeit wieder lieben gelernt. Ursula möchte den Kerl aus dem Hause haben. Lorenz geht und wendet sich in der Wohnung Janauschs den Kommunisten, genauer, dessen Schwager Albert, zu. Sadovski und Lorenz finden schließlich wieder Zugang zu Ursulas Reich. Sadovski war nach der Hinwendung Bentschs zu Lorenz tief verletzt gewesen. Nun behandelt die Frau in ihrer Wohnung den jungen Lorenz beinahe höflich als Gast. Eine der zahlreichen Nebengeschichten ist die aufkeimende Liebe der gerade einmal 13-jährigen Marie zu Lorenz. Das ist die älteste Tochter der Bentschs. Auch Marie ist nach dem Vater geraten. Wie dieser wartet sie ab. Allerdings, als der Kommunist Lorenz verhaftet worden ist, schlüpft Marie mutig in das Kleid der Mutter und gibt sich in der SA-Kaserne als die Freundin des Gefangenen aus. Anders Franz, der älteste Sohn der Bentschs. Dieser Schuljunge fühlt sich, auch er ganz der Vater, von Lorenz geradezu magisch angezogen. Aber im Gegensatz zu Schwester und Vater handelt er im Augenblick der Gefahr eigenmächtig-selbstbewusst. Er packt die Flugblätter der verhafteten Kommunisten in seinen Schulranzen und schmuggelt sie an den ahnungslos über die Ausrede des Jungen lachenden SA-Wachen vorbei. Diese Papiere im Ranzen des Sohnes sind die Utensilien, mit denen Bentsch – wie es aussieht – nach dem Romanende seinen Kampf in der Illegalität beginnen wird. Ursula nähert sich ihrem Gatten wieder an. Die Frau ist mit dem Schritt Bentschs einverstanden.

## Zitate
- Katharina: „Niemand gibt einem einen Ratschlag, seit der Herrgott tot ist.“[25]
- Sadovski über Hitler: „Er war ein armer Teufel, und jetzt ist er gut raus. Fährt in 'nem schwarz lackierten Judenschlitten, mit einem Chauffeur, ißt, was er Lust hat.“[26]
- Martin Triebels Vater: „Soll mal Hitler ruhig dran, mal zeigen, was er kann. Der wird von selbst fliegen.“[27]

## Form und Interpretation
Der Roman besteht aus drei Teilen. Während die Rettung der sieben Bergleute im Teil 1 erfreulich kurz gehalten ist, wird in Teil 2 der Müßiggang der Erwerbslosen Bergleute in exorbitanter epischer Breite ausgemalt. Die Auseinandersetzung mit dem aufkommenden Faschismus nimmt der Leser erst im letzten Fünftel des Romans wahr; also im weiteren Verlauf des Teils 3. Überhaupt dominiert die Charakterisierung der Unentschlossenen, der Parteilosen. Dagegen fällt die Zeichnung der Kommunisten – bis auf Lorenz Eibner – ab. Wenn ein Nationalsozialist als Figur gezeichnet wird, so bleibt sie immer blass.
Eine allwissende Erzählinstanz kommt äußerst selten in Verlegenheit. Verdienste einer Figur werden im Seghersschen Lapidarstil einmal kurz erwähnt und fertig. Davon abweichende Wiederholungen sind sehr selten. Ein einziges Mal nur fällt Anna Seghers ganz kurzzeitig in ihren aus gewissen Erzählungen bekannten Märchenton: Sadovski verspricht der Nebenfigur Josephine die Ehe. Sonst macht die unversöhnliche Härte des Vortrags selbst den abgebrühten Leser mitunter Frösteln – zum Beispiel, wenn der herzlose – nun nicht mehr werdende Vater – Sadovski nach dem Tode der schwangeren Freundin Katharina erleichtert ist. Sogar Bentsch spürt eine „gewisse Erleichterung“ über die endgültige Abwesenheit des „unruhigen Mädchens“ in seiner Küche. Folglich sieht er – im Gegensatz zu Ursula und Marie – Sadovski auch nach dem Tote Katharinas als seinen Freund an. Einerseits ist der Stil schon eigenartig. Ursula Bentsch ist meistens „die Frau“. Das Erwerbslosenschicksal wird jahrelang stempelnd klaglos hingenommen. Andererseits muss die Schreibkraft der Autorin bewundert werden. Brandes nennt als Exempel die Sterbeszene der Katharina im Treppenhaus des Frauenarztes in B. – dieser fremden, kalten Stadt. Brandes würdigt, der Leser werde „Teil der Totenwelt“. Den ungeteilten Beifall der Kommunisten habe Anna Seghers nicht gehabt. Im Moskauer „Wort“ sei der Verfasserin 1938 Pessimismus vorgeworfen worden.
Bei Anna Seghers sind die Kommunisten immer die Guten: Janausch führt eine Rettungsmannschaft, die zu den sieben eingeschlossenen Bergleuten vordringt. Der kleine Grötsch bewahrt Bentsch vor der Verhaftung durch die SA. Dem geplagten Leser wird die Erkennung eines Kommunisten in dem Text nicht leicht gemacht. Es dämmert erst nach aufmerksamer Lektüre von ein paar hundert eng bedruckter Seiten.
Der sattelfeste Leser wird stillschweigend vorausgesetzt. Anna Seghers erwähnt das Gezottel in Harzburg, Braun, Severing und den Reichstagsbrand. Sie zitiert Bürger ohne Quellenangabe:
Er war mit König Friedrich’s Macht
Gezogen in die Prager Schlacht,
Und hatte nicht geschrieben,
Ob er gesund geblieben.

## Rezeption
Anna Seghers habe sich in dem Borinage unter Tage vor Ort mit Bergmännern über deren schwere Arbeit unterhalten. Neugebauer spricht einige wesentliche Wahrheiten aus: Bentsch, mit den Eigenschaften eines „proletarischen Führers“ begabt, zögert viel zu lange, ehe er sich zum Widerstand gegen die Staatsmacht aufrafft. Warten und fliehen – nicht aber handeln – sind die den zweiten Teil beherrschenden Verhaltensmuster.
Batt nennt das Werk den „ersten großen Roman“ der Anna Seghers, der zugleich „ihr erster Roman über das deutsche Proletariat“ sei. Die Autorin rücke von den kommunistischen Märtyrern aus den „Gefährten“ ab, wähle mit Bentsch einen parteilosen Helden und versähe diese „proletarische Führergestalt“ mit den tiefmenschlichen Zügen des „Verzagens, Zweifelns und der Ohnmacht“ gegenüber der Macht. Batt findet anschaulich-treffende Adjektive für den fast unzumutbar langatmigen zweiten Teil. In ihrem „politischen Roman“ schreibe Anna Seghers „fast unmerkbar und untergründig“ über den „politisch passiven“ Arbeitslosen. Batt suggeriert auch, der Kommunistin Anna Seghers gehe es in dem Roman nicht um Kommunisten, sondern um fährige Köpfe aus der Arbeiterschaft wie Bentsch, auf die das kämpfende Proletariat nicht verzichten könne. Mit dem zu spät handelnden Bentsch stelle die Autorin ein Bild stellvertretend für das 1933 unterliegende deutsche Proletariat hin.
Der Roman wird als „›Totalbild‹ des proletarischen Lebens in der kapitalistischen Gesellschaft“ gesehen. Geht es im „Weg durch den Februar“ um einen Aufstand, so handele „Die Rettung“ vom Gegenteil.
Hilzinger sieht den Roman nicht vordergründig als rein kommunistisches Buch, wenn es zum Beispiel um die Passagen geht, in denen Beweggründe sichtbar werden, die den Arbeitslosen für die „Verführung durch den Nazismus“ empfänglich werden lassen. Anna Seghers führe eine „Gesellschaftsordnung“ vor, die „solche Krisen“ geradezu produziere. Allerdings sei die Liste der Versäumnisse der Kommunisten kurz vor 1933, von der Autorin protokolliert, ellenlang. Ein Beispiel aus dieser Reihe sei der letztendlich unfähige kommunistische Funktionär Albert.
Sonja Hilzinger nennt eine Arbeit anno 1986: Gerhard Bauer: „Die sensible, kompetente und lahmgelegte Arbeiterklasse. Zu Anna Seghers’ Arbeitslosenroman Die Rettung.“

### Textausgaben
Erstausgabe
- Die Rettung. Roman. Querido Verlag, Amsterdam 1937. 512 Seiten, Leinen.

Ausgaben
- Die Rettung. Roman. Aufbau-Verlag, Berlin 1947. 479 Seiten, Halbleinen, Kopfrotschnitt
- Die Rettung. Roman. Luchterhand, Neuwied 1965. 503 Seiten, Leinen mit Schutzumschlag

Verwendete Ausgabe
- Die Rettung. Roman. in: Anna Seghers: Band III der Gesammelten Werke in Einzelausgaben. 410 Seiten. Aufbau-Verlag GmbH, Berlin 1951, 463 Seiten

### Sekundärliteratur
- Heinz Neugebauer: Anna Seghers. Leben und Werk. Mit Abbildungen (Wissenschaftliche Mitarbeit: Irmgard Neugebauer, Redaktionsschluss 20. September 1977). 238 Seiten. Reihe „Schriftsteller der Gegenwart“ (Hrsg. Kurt Böttcher). Volk und Wissen, Berlin 1980, ohne ISBN
- Kurt Batt: Anna Seghers. Versuch über Entwicklung und Werke. Mit Abbildungen. 283 Seiten. Reclam, Leipzig 1973 (2. Aufl. 1980). Lizenzgeber: Röderberg, Frankfurt am Main (Röderberg-Taschenbuch Bd. 15), ISBN 3-87682-470-2
- Ute Brandes: Anna Seghers. Colloquium Verlag, Berlin 1992. Bd. 117 der Reihe „Köpfe des 20. Jahrhunderts“, ISBN 3-7678-0803-X
- Andreas Schrade: Anna Seghers. Metzler, Stuttgart 1993 (Sammlung Metzler Bd. 275 (Autoren und Autorinnen)), ISBN 3-476-10275-0
- Sonja Hilzinger: Anna Seghers. Mit 13 Abbildungen. Reihe Literaturstudium. Reclam, Stuttgart 2000, RUB 17623, ISBN 3-15-017623-9